# Xolotl (koning)
Xolotl was een semilegendarisch Chichimeeks heerser uit de 12e of 13e eeuw. Hij leidde de eerste invasie van Chichimeken in Centraal-Mexico. Hij vestigde zich in Tenayuca en veroverde vele steden, waardoor zijn rijk de Vallei van Mexico beheerste. Zijn zoon Nopaltzin, die hij na de verovering van Culhuacán had uitgehuwelijkt aan een Tolteekse prinses, volgde hem op, maar de hegemonie in de regio ging over naar de Tepaneken in Atzcapotzalco onder Acolnahuacatl.